# Црква Преноса моштију Светог Николе у Бачком Петровом Селу
Црква Преноса моштију Светог Николе у Бачком Петровом Селу, месту у општини Бечеј, је подигнута у периоду од 1777. до 1780. године и налази се на списку заштићених културних добара као споменик културе од великог значаја.
Црква је подигнута на месту старијег храма који се помиње почетком 17. века, која по архитектури не заостаје од других верских објеката у Војводини. Иконостас носи готово шездесет икона распоређених у неколико зона: низ престоних икона са представама у соклу и бочним и царским дверима, ред празничних и ред икона са фигурама апостола, као и крст са Распећем уоквирен сценама Страдања. Рад је познатог сликара Теодора Илића Чешљара, једног од најзначајнијих представника српског рококоа и представља последње његово остварење. Познатог сликара је затекла смрт током рада у Бачком Петровом Селу 1793. године. Посао је окончао Чешљарев сарадник Димитрије Лазаревић.
Иконостас је касније пресликаван и обнављан у више наврата, а током конзерваторских радова 1965. и 1966. године очишћен од познијих интервенција.